# SVB Eerste Divisie 2022
La SVB Eerste Divisie 2022 fue la edición número 88 de la Hoofdklasse, el torneo de fútbol principal de Surinam. La temporada comenzó el 25 de febrero de 2022 y terminó el 21 de agosto del mismo año.

## Equipos participantes
- Bintang Lair
- Broki
- Inter Moengotapoe
- Inter Wanica
- Leo Victor
- Notch
- Politie Voetbal Vereniging
- Robinhood
- Santos
- Surinaam National Leger
- Transvaal
- Voortwaarts

## Desarrollo

### Clasificación
| Pos. | Equipo                     | Pts. | PJ | G  | E | P  | GF | GC | Dif. | Clasificación 2022                            |
| ---- | -------------------------- | ---- | -- | -- | - | -- | -- | -- | ---- | --------------------------------------------- |
| 1    | Robinhood (C)              | 56   | 22 | 18 | 2 | 2  | 78 | 19 | +59  | Campeón y CONCACAF Caribbean Club Shield 2023 |
| 2    | Inter Moengotapoe          | 53   | 22 | 17 | 2 | 3  | 78 | 27 | +51  |                                               |
| 3    | Leo Victor                 | 40   | 22 | 12 | 4 | 6  | 50 | 27 | +23  |                                               |
| 4    | Notch                      | 39   | 22 | 12 | 3 | 7  | 45 | 32 | +13  |                                               |
| 5    | Voorwaarts                 | 36   | 22 | 11 | 3 | 8  | 54 | 31 | +23  |                                               |
| 6    | Inter Wanica               | 33   | 22 | 10 | 3 | 9  | 47 | 54 | −7   |                                               |
| 7    | Politie Voetbal Vereniging | 31   | 22 | 10 | 1 | 11 | 45 | 31 | +14  |                                               |
| 8    | Transvaal                  | 30   | 22 | 9  | 3 | 10 | 35 | 38 | −3   |                                               |
| 9    | Broki                      | 30   | 22 | 9  | 3 | 10 | 41 | 49 | −8   |                                               |
| 10   | Santos                     | 13   | 22 | 4  | 1 | 17 | 29 | 73 | −44  |                                               |
| 11   | Surinaam National Leger    | 12   | 22 | 4  | 0 | 18 | 22 | 74 | −52  |                                               |
| 12   | Bintang Lair               | 10   | 22 | 3  | 1 | 18 | 26 | 95 | −69  |                                               |

 Fuente: Soccerway